# Astragalus nevshehiricus
Astragalus nevshehiricus är en ärtväxtart som beskrevs av Dieter Podlech. Astragalus nevshehiricus ingår i släktet vedlar, och familjen ärtväxter. Inga underarter finns listade i Catalogue of Life.